# Licia Albanese
Licia Albanese (n. 22 iulie 1909, Bari, Italia - d. 15 august 2014) a fost o soprană italiană de operă renumită pentru interpretarea rolului Cio-Cio-San din Madama Butterfly.

## Biografie
Soprana italiană Licia Albanese, naturalizată ulterior în Statele Unite ale Americii, s-a născut la Bari în anul 1909 și a început inițial cu studiul pianului. Mai târziu a studiat canto cu Giuseppina Baldassare - Tedeschi. Cariera Liciei Albanese a început în anul 1934 la Teatro Lirico din Milano interpretând Cio-Cio-San din Madama Butterfly, rol cu care a debutat anul următor la Parma. Prima ei apariția la Teatro alla Scala a fost în stagiunea 1935-36 în rolul Lauretta din Gianni Schicchi, după care în următoarea stagiune a interpretat Suzel din L’amico Fritz, Micaëla din Carmen, Anna din Loreley și Mimì din Boema. A cântat Liù împreună cu Eva Turner în rolul Turandot la Covent Garden în 1937 și a apărut la Metropolitan Opera, New York în 1940. O mare parte a carierei sale s-a desfășurat la Met înaitea retragerii sale de pe scenă în 1966.
În cele aproape 300 de spectacole de la Met a interpretat Desdemona, Violetta, Nedda, Manon de Massenet și Puccini, Contesa și Susanna din operele lui Mozart, Adriana Lecouvreur și Tosca. Toscanini a ales-o pentru transmisia radio a operelor Boema și Traviata din 1946. Alte înregistrări cuprind Micaëla din Carmen dirijată de Reiner (1950), secțiuni din Madama Butterfly (1955), multe arii din opere în limbile franceză, italiană și rusă, și o selecție din cântecele lui Verdi în anul 1962.

## Discografie
- Arias sung and acted, Vol. 1 - Verdi, Puccini, Leoncavallo (Bjorling, Albanese, Warren) (1954)
- Alfredo Catalani - Licia Albanese - Licia Albanese (soprană)RCA Victor Orchestra, dirijori Frieder Weissmann, Jean-Paul Morel, Victor Trucco; Preiser 89581 CD
- Georges Bizet - Carmen - Gladys Swarthout, Charles Kullman, Licia Albanese, Leonard Warren; dirijor Wilfred Pelletier, corur și orchestra Metropolitan Opera (live 15 martie 1941); Naxos 2 CD
- Charles Gounod - Faust - Licia Albanese, Lucille Browning, Raoul Jobin, Ezio Pinza, John Charles Thomas; dirijor Thomas Beecham, corul și orchestra Metropolitan Opera (30 ianuarie 1943); Magnificient-Edition Radio Years23-4 2CD
- Ruggiero Leoncavallo - Pagliacci - Raoul Jobin; Licia Albanese; Leonard Warren; Francesco Valentino; John Dudley; Orchestra & Chorus of the Metropolitan Opera, dirijor Cesare Sodero; Naxos 8.110037 CD
- Jules Massenet - Manon - Licia Albanese, Giuseppe Di Stefano, Martial Singher, Jerome Hines; dirijor Fausto Cleva, corul și orchestra Metropolitan Opera; (15 decembrie 1951) Cetra 3LP
- Giacomo Puccini - Licia Albanese - Licia Albanese (soprană), RCA Victor Orchestra, dirijori Frieder Weissmann, Jean-Paul Morel, Victor Trucco; Preiser 89581 CD
- Giacomo Puccini - Gianni Schicchi - Italo Tajo, Virgilio Lazzari (bas); Licia Albanese (soprană); Giuseppe di Stefano (tenor); Cloe Elmo (mezzo-soprană); Richard Strauss - Salome - Ljuba Welitsch (soprană); Herbert Janssen (bariton); Frederick Jagel, Brian Sullivan (tenor); Kerstin Thorberg (mezzo-soprană); Metropolitan Opera Orchestra, dirijori Giuseppe Antonicelli, Fritz Reiner; Guild GHCD2230/1 CD
- Giacomo Puccini - Boema - Licia Albanese; Beniamino Gigli; Afro Poli; Tatiana Menotti; La Scala Opera Orchestra & Chorus, dirijor Umberto Berrettoni, Naxos 8.110072-73	CD (1938)
- Giacomo Puccini - Boema - Licia Albanese, Jan Peerce, Anna de Cavalieri; corul și orchestra NBC, dirijor Arturo Toscanini (live 3 octombrie 1946); Memories, RCA 2CD
- Giacomo Puccini - Boema - Licia Albanese, Carlo Bergonzi, Mario Sereni, Ezio Flagello; corul și orchestra Metropolitan Opera, dirijor Thomas Schippers (live 15 februarie 1958); GAO 2CD
- Giacomo Puccini - Madama Butterfly - Licia Albanese, Armand Tokatyan, Lucielle Browning, John Brownlee; corul și orchestra Metropolitan Opera, dirijor Genero Papi, (live 25 ianuarie 1941); EJS 2CD
- Giacomo Puccini - Madama Butterfly - Licia Albanese, James Melton, Lucielle Browning, John Brownlee; corul și orchestra Metropolitan Opera, dirijor Pietro Cimara (live 19 ianuarie 1946); MET 2LP
- Giacomo Puccini - Madama Butterfly - Licia Albanese, Daniele Barioni, Rosalind Elias, John Brownlee; corul și orchestra Metropolitan Opera, dirijor Dimitri Mitripoulos (live 15 decembrie 1956); Movimento Musica 3LP
- Giacomo Puccini - Manon Lescaut - Licia Albanese (soprană); Jussi Björling (tenor); Robert Merrill (bariton); Franco Calabrese (bas); corul și orchestra operei din Roma, dirijor Jonel Perlea, RCA 2CD(1954)
- Giacomo Puccini - Gianni Schicchi - Italo Tajo, Licia Albanese, Giuseppe Di Stefano; corul și orchestra Metropolitan Opera, dirijor Giuseppe Antonicelli (12 martie 1949); HOPE 1LP
- Camille Saint-Saens - Samson și Dalila (extrase) "Scena scrisorii" din Evgheni Oneghin de Ceaikovski, Risë Stevens, Licia Albanese (soprane); Jan Peerce (tenor); Robert Merrill (bariton), NBC Symphony Orchestra, "His" Symphony Orchestra, dirijor Leopold Stokowski; Cala CACD0540 CD
- Giuseppe Verdi - Falstaff - Leonard Warren, Giuseppe Valdengo (bariton); Giuseppe di Stefano (tenor); Licia Albanese, Regina Resnik (soprane); Cloe Elmo, Martha Lipton (mezzo-soprane); Metropolitan Opera Orchestra & Chorus, dirijor Fritz Reiner (live 26 februarie 1949); Arlecchino 2CD
- Giuseppe Verdi - Otello - Licia Albanese, Ramon Vinay, Leonard Warren; corul și orchestra Metropolitan Opera, dirijor Fritz Busch (live 18 decembrie 1948); Melodram 2CD
- Giuseppe Verdi - Traviata - Licia Albanese, Jan Peerce, Robert Merill; corul și orchestra NBC, dirijor Arturo Toscanini (live noiembrie 1946 și 1/8 decembrie 1946); RCA 2CD, Music & Arts 2CD, Grammofono 3CD, Arkadia 2CD
- Giuseppe Verdi - Traviata - Licia Albanese, Ferruccio Tagliavini, Paolo Silvieri; dirijor Alberto Erede (live); GAO 2CD